# Хонзода, Далер
Далер Хонов, или Далер Хонзода (узб. Daler Xonzoda; настоящее имя — Хонов Далер Хусниддинович, узб. Xonov Daler Xusniddinovich; род. 1 апреля 1989 года) — узбекистанский певец.

## Жизнь и творчество
Далер родился 1 апреля 1989 года в Таджикистане. В 1993 году переехал в Узбекистан, в Самарканд. В 1996 году пошёл в среднюю школу № 1. С 2004 года стал самостоятельно изучать музыку. В 2005 году поступил в академический лицей при Самаркандском государственном университете. В 2006 году начал самостоятельно осваивать гитару и фортепиано. На сегодняшний день владеет ими профессионально. Юный певец в 2009 году открыл собственную домашнюю студию, изучал студийную деятельность, начал самостоятельно писать текста и музыку. 5 августа 2011 года подписал контракт со студией «Pan Terra» и стал солистом группы «Сахро». В том же 2011 году получил номинацию «Открытие года» на премии «M&TVA awards». В 2012 году принял участие в акции «Мы — одна команда, мы — одна семья» и выступил с гастролями по всей Республике Узбекистан. В том же 2012 году выиграл грант на создание видеоклипов в церемонии награждения «M&TVA awards». В 2013 году был членом комиссии жюри в телевизионном музыкальном конкурсе «Zo’r Zo’r Star». В этом же(2013) году принял участие в мероприятии «День Узбекской культуры» в Москве и Лондоне. После того, как срок контракта с «Pan Terra» истек, он покинул группу «Сахро» и начал работать сольно. В 2014 году выступал с концертной программой в столице Республики Каракалпакстан в городе Нукус. 
Знать путь и пройти его - не одно и то же

## Награды
- «M&TVA-2011» «Открытие года» (2011)
- «M&TVA-2012» «получил грант на съемку видеоклипа» (2012)

## Синглы
- «Без меня»
- «Одинок»
- «Сахроингман»
- «Time is gone»
- «Саломалейкум»
- «Crazy for you»
- «Бегу»
- «Сенсиз»
- «Сказка»
- «Angel»
- «Ayyor yorim»
- «Эслеме» (на каракалпакском языке)
- «Эслама»
- «Help me»
- «Мария»
- «Я с тобой»
- «Ёд кардам»
- «Любовь восточная»
- «Вспоминай»
- «Дардларим айтай»(на узбекском языке)
- «Туро мехом дидан»(на таджикском языке)
- «Я прошу»
- «Лето»
- «Мама Узбекистан»
- «Новый год»
- «Ishq»(на таджикском языке)

## Видеография
| Год  | Клип               | Режиссёр       |
| ---- | ------------------ | -------------- |
| 2015 | «Вспоминай»        | Сардор Анваров |
| 2014 | «Туро мехом дидан» | Жамшед Вафаев  |